# Torta pompadour
La torta Pompadour es una torta chilena con influencia francesa que tiene su origen en la ciudad de Rancagua.
Desde 2024, en el marco de las Fiestas Rancagüinas, la Corporación de la Cultura y las Artes de la Ilustre Municipalidad de Rancagua, organiza el 12 de octubre de cada año en la Casa de la Cultura el Festival de la torta Pompadour y un concurso para escoger la mejor torta de la ciudad.

## Etimología y origen
Su nombre proviene de la localidad francesa Arnac-Pompadour, donde se prepara una torta a base de almendras bastante diferente llamada Madamme Pompadour, que en Chile se adaptó y tomó otra expresión que coloca el sabor del plátano como elemento central, la cual pasó a llamarse simplemente Pompadour.
Su origen se remonta a 1976, cuándo María Angélica Valdivieso creó esta torta en su pastelería Angélica de la ciudad de Rancagua.
Posteriormente su hija Deborah Larsen Valdivieso continuó esta herencia de receta en Santiago en 1999. Cuando María Angélica dejó de hacer tortas nace un nuevo nombre para la pastelería que hoy se conoce como La Danesa con Deboran Contesse Larsen a la cabeza, constituyendo una dinastía entre abuela, hija y nieta.

## Características
Consiste en una torta de hojarasca con crema chantilly y esencia de plátano. También existe la variante de pompadour de almendras, reemplazando la esencia de plátano. Es elaborada a base de: 
- Mantequilla
- Leche
- Vainilla
- Hojas de masa
- Manjar casero
- Cremoso huevo mol
- Esencia de plátano o almendras